# The Czar of Broadway
The Czar of Broadway é um filme norte-americano de 1930, dirigido por William James Craft para a Universal Pictures e estrelado por John Wray e Betty Compson.
Uma cópia é preservada na Biblioteca do Congresso.

## Elenco
- John Wray - Morton Bradstreet
- Betty Compson - Connie Cotton
- John Harron - Jay Grant, o repórter
- Claud Allister - Francis
- Wilbur Mack - Harry Foster